# Micvê

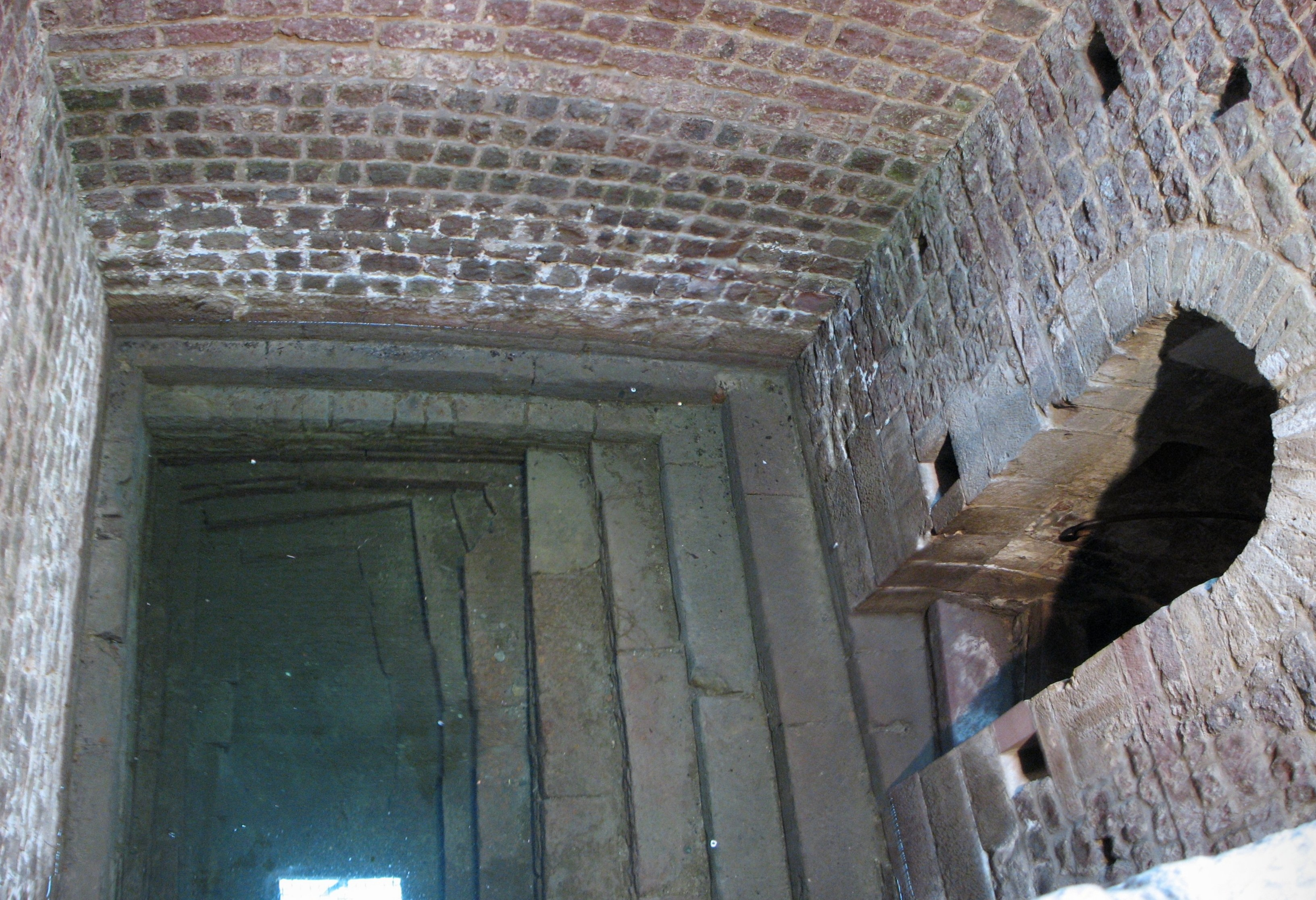
Piscina de um mikveh medieval em Speyer, datada de 1128.

Micvê, mikvê ou mikvé (em hebraico מִקְוָה) é a imersão ritual em água utilizada no judaísmo. Geralmente é utilizado para purificação da mulher após a menstruação e o nascimento de um filho, e também é requerido aos que se convertem ao judaísmo. A imersão no mikvé é também praticada pelos homens antes do Yom Kippur e, em algumas comunidades, assume-se como um ritual semanal antes do Shabbat.